# Toropets-Cholmoffensief
Het Toropets-Cholmoffensief was een gevecht aan het oostfront tijdens de Tweede Wereldoorlog van 8 januari 1942 tot 6 februari 1942. Nadat de Duitse aanval op Moskou was vastgelopen, begon het Rode Leger op 5 december met zijn offensief. In de eerste fase werden de Duitse pantserlegers ten noorden en ten zuiden van Moskou verslagen, waardoor de directe bedreiging voor Moskou werd weggenomen. Na dit succes breidde Jozef Stalin het offensief uit naar de flanken en de Sovjets probeerden de Duitse Heeresgruppe Mitte te omsingelen. Het Noordwestelijk Front vormde de noordelijke arm van deze tangbeweging. Volgens het aanvalsplan moesten ze door de stellingen van het Duitse 16e leger breken, oprukken in de richting van Vitebsk en Smolensk en contact maken met het Brjanskfront, dat vanuit het zuiden zou aanvallen.
Na een korte strijd braken de Sovjetlegers door de Duitse verdediging tussen het Ilmen- en het Seligermeer, maar hun aanvallen waren niet overal succesvol. In het noorden hielden de Duitsers stand in Staraja Russa, een strategisch verkeersknooppunt, waar zich de opslagplaatsen van het Duitse 16e leger bevonden. Meer naar het zuiden boekten de legers van het Noordwestelijk Front wel successen. Twee Stoottroepenlegers vielen de grens tussen het 16e Leger en het 9e Leger aan en ze braken door de Duitse verdediging. Het 3e Stoottroepenleger rukte op naar het westen. Een deel zwenkte naar het noordwesten om het Duitse korps bij Demjansk te omsingelen. Het Vierde Stoottroepenleger rukte op naar het zuidwesten, vernietigde een Duits regiment bij Andreapol en veroverde Toropets.
Hoewel het Noordwestelijk Front grote terreinwinst boekte, bereikte het Toropets-Cholmoffensief zijn strategische doel niet. Heeresgruppe Mitte was niet omsingeld en Leningrad werd nog steeds belegerd. Toch kon het offensief als een overwinning worden beschouwd. Er was een diepe saillant in de Duitse linie ontstaan, die de noordelijke flank van de Rzjev-saillant bedreigde. De Sovjets gebruikten de saillant als startpositie voor het Rzjev-Vjazmaoffensief in augustus 1942 en november 1942. Er was geen duidelijk einde aan het Toropets-Cholmoffensief, maar de gevechten werden op twee afzonderlijke plaatsen verder gezet. In de saillant van Demjansk hadden de Sovjets ongeveer 100 000 Duitsers omsingeld en in Cholm werden 5 000 Duitsers belegerd.

## Situatie januari 1942
Op 2 oktober begon operatie Taifun, de Duitse aanval op Moskou. Aanvankelijk boekte de Wehrmacht grote successen. De pantserdivisies sloegen grote gaten in de Sovjet verdediging en bij Brjansk en Vjazma werden meer dan 600 000 Sovjets omsingeld. Terwijl de tragere infanteriedivisies van het 9e Leger en het 4e Leger de omsingelde Sovjetlegers probeerden te vernietigen, richtte veldmaarschalk von Bock zijn aandacht op het Noordwestelijk Front. De pantserdivisies van het 41e Pantserkorps zwenkten van Moskou weg en rukten op naar Kalinin, dat op 14 oktober in Duitse handen viel. Het was de bedoeling dat het 41e Pantserkorps naar het noordwesten zou oprukken en contact maken met het 2e korps dat vanuit Staraja Roessa naar Torzjok en verder naar Kalinin zou oprukken. De pantserdivisies stootten op zware tegenstand ten noordoosten van Kalinin en hun aanval liep vast. Zonder steun van de infanteriedivisies, die zich nog steeds in de buurt van Vzjama bevonden, konden ze geen doorbraak forceren. Ondertussen baanden de infanteriedivisies van het 2e Korps zich een weg van Staraja Roessa naar Torzjok, maar begin november 1941 was hun opmars vastgelopen in het onherbergzame terrein aan de voet van de Waldajheuvels. Het Duitse opperbevel annuleerde het offensief en richtte zijn aandacht opnieuw op Moskou en Leningrad.
In het noorden ondernam Legergroep Noord een poging om Leningrad volledig te omsingelen. Het 18e Leger moest de Volchov oversteken, het spoorwegstation bij Tichvin veroveren en vervolgens doorstoten naar het Ladogameer. In het ontoegankelijke gebied ten oosten van de Volchov kwamen de Duitsers slechts langzaam vooruit. Het Tichvinoffensief liep vast en op 7 december moesten ze zich terugtrekken ten westen van de Volchov.
Nadat operatie Taifun was vastgelopen, zette het Rode Leger op 5 december 1941 een tegenaanval in. In het eerste deel van het offensief concentreerde Stavka zijn aanvallen op de directe bedreigingen voor de hoofdstad. Ten zuiden van de hoofdstad werd het Duitse 2e Pantserleger aangevallen en teruggedreven. In het noorden viel het Westelijke Front de stellingen van het 3e Pantserleger rond Klin aan en de pantserdivisies werden meer dan 100 kilometer naar het westen teruggedreven. Het 9e leger, dat de linkerflank van het 3e Pantserleger beschermde, werd aangevallen door het Kalinin Front. De Duitse infanteriedivisies moesten Kalinin opgeven en begin januari 1942 bevond het front zich ten noorden van Rzjev. De Duitse linie vertoonde grote gaten en tijdens de terugtocht was het Duitse 9e Leger het contact met Heeresgruppe Nord verloren.
Na het succesvolle Klin-Solnechnogorsk-offensief en het Kalininoffensief besloot Stavka zijn operaties uit te breiden naar de flanken. Stalin beval om Heeresgruppe Mitte te vernietigen. Hij plande een dubbele omsingeling: een beperkte omsingeling waarbij het Kalininfront en het Westelijk Front respectievelijk vanuit het noorden en vanuit het zuiden Vjzama zouden bereiken en een grote omsingeling die meer naar westen zou worden uitgevoerd. Vanuit het noorden moest het Noordwestelijk Front een aanval lanceren in de richting van Smolensk en vanuit het zuiden zou het Brjansk Front, gesteund door luchtlandingstroepen, oprukken naar Smolensk. Als de operatie zou slagen, dan waren het 9e leger, 4e leger en de twee pantserlegers omsingeld.

## Opstelling Wehrmacht
- 16e Leger (Kolonel-generaal Ernst Busch)
  - 10e Legerkorps (Generaal der Artillerie Christian Hansen)
    - 18e Gemotoriseerde Infanteriedivisie
    - 30e Infanteriedivisie
    - 290e Infanteriedivisie
    - 3e Waffen-SS Totenkopf Infanteriedivisie

  - 2e Legerorps (Generaal der Infanterie Walter Graf von Brockdorff-Ahlefeldt)
    - 123e Infanteriedivisie
    - 32e Infanteriedivisie
    - 12e Infanteriedivisie

Na de nederlaag van het 18e Leger in het Tichvinoffensief liep het front van Heeresgruppe Nord vanaf het Ladogameer naar het zuidwesten tot aan de Volchov en daarna min of meer in een rechte lijn naar het zuiden tot het Ilmenmeer. Vanaf het Ilmenmeer boog het front in zuidoostelijke richting naar het Seligermeer, een gebied bestaande uit tientallen meren. Aan de westelijke rand van het merengebied maakte het front een scherpe hoek en liep het terug recht naar het zuiden. Van de elf infanteriedivisies van het 16e leger bevonden zich vijf divisies ten noorden van het Ilmenmeer en zes divisies ten zuiden van het meer.
Begin januari 1942 bevonden twee korpsen van het 16e Leger zich tussen het Ilmenmeer en het Seligermeer. Het gebied bestond uit talloze moerassen, kleine rivieren, dichte bossen, ondiepe meren en venen. De kleine dorpjes, meestal enkele houten gebouwen, waren met elkaar verbonden door nauwelijks begaanbare, onverharde wegen. Staraja Russa, Demjansk, Toropets en Cholm waren de belangrijkste plaatsen. Ten oosten van het Ilmenmeer bevonden zich de Valdaiheuvels, die de omgeving beheersten. In de zomer was het gebied ontoegankelijk en gemakkelijk te verdedigen, maar in de winter was de ondergrond bevroren. Alle meren en stromen waren toegevroren en het ijs was sterk genoeg om voertuigen te dragen.
Eind december 1941 vroeg maarschalk Busch toestemming om het 2e Korps en het 10e Korps terug te trekken naar de Lovat. Op die manier zou de frontlijn worden ingekort en er zouden geen belangrijke gebieden worden prijsgegeven. Hitler verbood elke terugtocht en het 16e Leger moest blijven waar het was. Maarschalk Busch begon met de versterking van een linie van Stützpunkte, waarbij hij voornamelijk de toegangswegen naar Demjansk versterkte. Houten bunkers werden gebouwd, stenen huizen werden versterkt met zandzakken en mijnen werden op de belangrijkste paden gelegd. Bovendien kreeg hij van Heeresgruppe Nord de 18e gemotoriseerde divisie, die hij als reserve bij Staraja Roessa legerde. Hoewel deze divisie zware verliezen had geleden, beschikte ze toch nog over voldoende manschappen en voertuigen. Het 18e Artillerieregiment was op volle sterkte. Ook begon het Duitse opperbevel met de overplaatsing van de 81e infanteriedivisie vanuit Frankrijk naar het 16e Leger.
Ondanks deze versterkingen was de positie van beide korpsen van het 16e Leger zwak. De rechterflank van het 16e leger werd gevormd door het 2e Korps, bestaande uit drie infanteriedivisies. De 123e Infanteriedivisie vormde de uiterste flank en ze verdedigde een sector van 55 km. Ze lag aan de westelijke rand van het merengebied rond Ostasjkov en bewaakte de overgangen aan Wolga bij Peno. De SS-Cavalleriebrigade patrouilleerde tussen de 123e Infanteriedivisie en zijn rechterbuur, het 23e Korps van het 9e Leger. In de loop van december werd de brigade verplaatst naar Rzjev om te fungeren als reserve van het 23e Korps. Hierdoor was de flank van het 2e Korps niet meer gedekt. De 32e Infanteriedivisie en de 12e Infanteriedivisie lagen aan de voet van de Valdaj heuvels en ze dekten de toegangswegen naar Demjansk. In de loop van de herfst hadden de Duitsers stellingen aangelegd die de doorgangswegen in de moerassen beheersten, maar in de loop van de winter waren de moerassen toegevroren. De Duitse Stützpunkte lagen te ver van elkaar om elkaar in geval van nood steun te geven.
Het 10e Korps bevond zich tussen het 2e Korps en het Ilmenmeer. De twee divisies verdedigden een frontlijn van meer dan 100 km. De 290e infanteriedivisie had zijn linkerflank verankerd aan het Ilmenmeer. Het meer was echter volledig bevroren zodat de flank ongedekt was. De 30e infanteriedivisie lag tussen Bely Bor en Knitsova in een gebied van moerassen, bossen, beken en venen. De spoorlijn van Staraja Roessa naar Valdaj was het enige herkenningspunt. Beide divisies hadden een linie van Stützpunkte opgezet, maar de bevoorrading van deze posities stelde een probleem. De Duitse compagnieën hadden munitie en voedsel voor slechts enkele dagen. Ook beschikte generaal Hansen over de 3e Waffen-SS Totenkopf, maar hij schatte de gevechtskracht van de SS'ers erg laag in. De SS'ers vormden de rechterflank van het korps en ze patrouilleerden in het gebied tussen beide korpsen.
Op 30 december arriveerden de eerste delen van de 18e Gemotoriseerde Divisie aan het front van het 10e Korps. Aanvankelijk wilde generaal Hansen de divisie opdelen in verschillende gevechtsgroepen en over zijn volledige front verspreiden, maar generaal Busch gaf bevel de eenheid bij Staraja Roessa te legeren als reserve. Het 18e artillerieregiment groef zich in nabij Velikoje Selo, een heuvelrug op 6 kilometer ten westen van de stad.

## Opstelling Rode Leger
- Noordwestelijk Front (luitenant-generaal P.A. Koerotsjkin)
  - 11e Leger (luitenant-generaal V.I. Morozov)
  - 34e Leger (generaal-majoor N.E. Berzarin)
  - 3e Stoottroepenleger (luitenant-generaal M.A. Poerkajev)
  - 4e Stoottroepenleger (kolonel-generaal Andrej Jeremenko)

In het oorspronkelijke aanvalsplan van Stavka kreeg het Noordwestelijk Front drie taken. 
1. De rechtervleugel, bestaande uit het 11e Leger, moest ten zuiden van het Ilmenmeer aanvallen, Staraja Roessa veroveren en verder doorstoten naar Dno.
2. Daarna moest het leger naar het noorden zwenken, langs de westelijke oever van het Ilmenmeer oprukken en aanvallen in de richting van de Loega.
3. Als het de rivier had bereikt, dan moest het contact maken met het Leningradfront. Hierdoor zou het Beleg van Leningrad zijn gebroken. Het 34e Leger moest de zuidelijke flank van het 11e Leger beschermen en daarna doordringen in de achterhoede van het 16e Leger.

Het 3e en het 4e Stoottroepenleger vormden de linkervleugel van het front. Beide legers moesten in zuidelijke richting aanvallen langs min of meer parallelle lijnen. Nadat ze de Duitse linie hadden doorbroken bij Ostasjkov, moest het 3e Stoottroepenleger Cholm veroveren en daarna Velikije Loeki. Het 4e Stoottroepenleger moest Toropets veroveren en daarna oprukken naar Velizj en Roednja. Als deze plaatsen waren veroverd, dan moest er contact worden gemaakt met de Sovjetlegers die vanuit het zuiden zouden komen zodat Heeresgruppe Mitte zou worden omsingeld.
De plannen van Stavka stonden niet in verhouding tot de beschikbare middelen. De divisies van het Noordwestelijk Front waren niet op volle sterkte. Sommige divisies telden slechts 5000 manschappen en in het 11e leger beschikten niet alle manschappen over een wapen. Het Derde Stoottroepenleger, dat op 15 december 1941 was opgericht, leed gebrek aan voertuigen, laarzen, munitie, radio’s en artillerie. De hele legergroep beschikte slechts over twee tankbrigades, bestaande uit 12 Britse Matilda II tanks, 4 KV-1 tanks, 6 T-34 tanks en 30 lichte tanks. De Britse tanks, afkomstig uit het Lend and lease plan, waren ongeschikt voor de winterse omstandigheden. De tankbrigades moesten hun brandstof rantsoeneren want er was slechts brandstof beschikbaar voor twee dagen.
Beide legers leden een gebrek aan voedsel. De divisies van het 4e Stoottroepenleger beschikten over een rantsoen voor twee dagen en in het Derde Stoottroepenleger had de helft van de divisies gedurende twee weken geen warme maaltijd gegeten. Veel soldaten begonnen zonder ontbijt aan het offensief. De soldaten kregen de opdracht om vooral Duitse veldkeukens onbeschadigd te veroveren. Ook de bevelstructuur was onduidelijk. Kolonel-generaal Andrej Jeremenko, commandant van het Vierde Stoottroepenleger, was hoger in rang dan de commandant van het Front. De bevelhebber van het 34e leger, generaal-majoor N.E. Berzarin, was lager in rang dan de andere legercommandanten. In het Rode Leger konden hogere officieren bevelen geven aan lagere officieren, zelfs als die niet tot hun eenheid behoorden.
Het Noordwestelijk Front kreeg ook de beschikking over acht skibataljons. Deze bataljons waren op volle sterkte, beschikten over voldoende voorraden en ze bestonden uit goed bewapende en uitgeruste soldaten. Deze eenheden vormde de belangrijkste aanvalsmacht en ze kregen de opdracht om de Duitse posities te vermijden, maar zo snel mogelijk op te rukken naar Toropets en Staraja Roessa. Kolonel-generaal A.I. Jeremenko negeerde echter deze instructie. Omdat deze bataljons elite-eenheden waren, zette hij ze in als stoottroepen om een gat in de Duitse linie te slaan.

## Toropets-Cholmoffensief

### Aanval op Staraja Russa
Op 7 januari 1942 begon de aanval van het 11e Leger. Onder dekking van de duisternis trokken twee divisies over het bevroren meer en vielen de Duitse stellingen aan de monding van Lovat aan. Het doel was Staraja Roessa, dat 30 km verder lag. Bataljons met gemotoriseerde sleeën en infanterie op ski’s, glipten tussen de Duitse stellingen. De Sovjets concentreerden hun aanval op de posities van de 290e Infanteriedivisie. Op het einde van de eerste dag hadden ze Toelitovo en de weg naar Staraja Roessa bereikt. Meer naar het zuiden staken twee andere divisies van het 11e Leger de bevroren Pola over en vielen het 502e regiment aan. Aanvankelijk waren de Duitsers verrast door het offensief. De aanvallers liepen de voorposten onder de voet, braken door de linie en omsingelden een aantal Duitse stellingen. Deze posities, die slechts werden bemand door pelotons en compagnieën, werden in de eerste dagen vernietigd. Het numerieke overwicht van de Sovjets was te groot. In de sterkere stellingen hielden de Duitse eenheden stand door sterkere vuurkracht. In Toelivo sloeg het 2e Bataljon van het 502e Regiment elke aanval af. Meer naar het westen hielden compagnieën van het 503e Regiment stand in Poestynka en Goesnova. De temperatuur daalde tot -35 °C. Sneeuwbuien en wind bemoeilijkten elke verplaatsing.
In Vzvad, aan de monding van de Lovat, leidde kapitein Prohl een strijdmacht van 543 soldaten, die bestonden uit delen van het verkenningsbataljon van de 18e gemotoriseerde divisie, een compagnie van het 1e Luftwaffeverbindingsregiment en een compagnie van de 290e infanteriedivisie. Het dorpje bestond uit een handvol huizen. De eerste dag werden de Duitsers niet aangevallen, maar Sovjet eenheden trokken door de bossen ten noorden en ten zuiden van het dorp. De volgende dag bestookten ze het dorp met mortieren en daarna begonnen de eerste aanvallen. Twee bataljons van de 182e divisie vielen het dorp aan. De Duitsers hielden stand en ze sloegen de aanvallers terug, die het dorp met artillerie beschoten en de houten huizen in brand schoten. De Duitse verdedigers waren blootgesteld aan de winterse weersomstandigheden en die nacht vroren een tiental gewonden dood. De volgende dagen probeerden de Sovjets opnieuw de Duitse stellingen onder de voet te lopen, maar de aanvallers werden met zware verliezen teruggeslagen. Het kwam tot man-tegen-mangevechten, maar de Duitse linie hield stand. Tijdens een opklaring in het weer slaagde de Luftwaffe erin om enkele containers boven het dorp af te werpen, maar ze bevatten de foutieve munitie.
Zolang Vzvad niet was gevallen, kon generaal V.I. Morozov zijn leger niet concentreren tegen Staraja Roessa. Gesteund door stalinorgels en enkele lichte tanks ondernamen de twee bataljons op 14 januari een nieuwe poging. De verdedigers schakelden de tanks uit met handgranaten en ze verdreven de begeleidende infanterie. Een nachtelijke aanval mislukte eveneens. De twee bataljons van de 182e Divisie hadden zware verliezen geleden en ze waren niet langer een gevechtseenheid. Generaal V.I. Morozov verving hen door een regiment van de 180e Divisie. Op de ochtend van 15 januari naderde een officier met een witte vlag de Duitse stellingen en hij eiste hun overgave. Kapitein Prohl weigerde. Hij verraste de Sovjets door met enkele kanonnen Podborovka, waar zich het hoofdkwartier van het Sovjetregiment bevond, te beschieten. De staf van het regiment ontruimde het dorp. Op 17 januari was de gevechtsgroep van kapitein Prohl geslonken tot 72 soldaten, maar ze hielden nog steeds stand. Na lang aandringen gaf het Duitse hoofdkwartier hem toestemming om Vzvad te ontruimen. In de nacht van 19 januari glipten de overlevenden door de Sovjetlinies. Hierna staken ze het bevroren meer over en bereikten na een tocht van 14 uren een voorpost van de Spaanse 250e Divisie.
Op 10 januari bereikte de voorhoede van het 11e Leger de rand van Staraja Roessa. De lichtbewapende skibataljons probeerden de stad in te nemen, maar de Duitsers sloegen hun aanval af. Generaal-majoor Gottfried von Erdmannsdorff had een verdedigingslinie gevormd die min of meer een halve cirkel rond de stad vormde. De Duitsers hadden zich verschanst in stenen gebouwen, die ze hadden omgevormd tot een versterkte positie. De linie liep van de scheepswerf ten noorden van de stad, langs het spoorwegstation, de staatsbakkerij en een klooster tot aan de graansilo’s ten zuiden van de stad. In de stad bevonden zich de voorraaddepots van het 16e leger en de verdedigers beschikten dus over voldoende munitie, voedsel en brandstof. Vanaf de heuvelrug bij Velikoje Selo kon de artillerie elke toegangsweg onder vuur nemen. De Sovjets lanceerden op 12 januari een nieuwe aanval. Het kwam tot hevige gevechten rond het spoorwegstation en het klooster. De Sovjets kregen vaste voet in het klooster, maar een Duitse tegenaanval dreef hen terug. Generaal V.I. Morozov gaf zijn artillerie opdracht om rond Vzvad te trekken, maar de kanonnen kwamen vast te zitten in de sneeuw.
Op 16 januari had generaal V.I. Morozov voldoende eenheden verzameld om een nieuwe aanval in te zetten. In het noorden veroverden ze de scheepswerf en ook het spoorwegstation werd bezet. Generaal-majoor Erdmannsdorff zette zijn laatste reserves in. Hij gaf opdracht om de voorraden te vernietigen. Op het moment dat de aanvallers de munitiedepots bereikten, bliezen de Duitse genietroepen de voorraden op. De ontploffingen veroorzaakten zware verliezen bij de Sovjets en de Duitsers wisten hun linies te herstellen. Generaal Busch dirigeerde alle beschikbare versterkingen naar Staraja Roessa. In de loop van de volgende dagen arriveerden delen van de 81e infanteriedivisie, drie compagnieën genietroepen en een bataljon gemechaniseerde artillerie.

### Aanval op Toropets
Op 9 januari 1942 viel het 3e Stoottroepenleger de stellingen van de 123e Infanteriedivisie aan. Luitenant-generaal M.A. Poerkajev concentreerde zijn aanval op het 418e Infanterieregiment, dat de linkerflank vormde. De 23e Divisie, de 33e Divisie en de 257e Divisie vielen de Duitse posities aan. In de loop van de dag versterkte luitenant-generaal M.A. Poerkajev de aanval met nog vier extra brigades. Verschillende posities werden onder de voet gelopen en de Duitse linie brak. Luitenant-generaal M.A. Poerkajev buitte de doorbraak uit en hij wierp zijn reserve in de strijd. Vier brigades glipten tussen de overgebleven weerstandsnesten. De aanvallers, bestaande uit infanteristen op ski’s en cavaleristen, vielen veldkeukens, opslagplaatsen en hoofdkwartieren aan. Er ontstond paniek in de Duitse achterhoede. Op het einde van de dag had luitenant-generaal Erwin Rauch het contact verloren met zijn twee regimenten. Ook luitenant-generaal M.A. Poerkajev verloor zijn greep op zijn troepen. In plaats van op te rukken naar de Cholm-Demjansk weg begonnen de aanvallers de Duitse voedselvoorraden te plunderen en de Sovjet opmars stokte. In de loop van de volgende dagen kreeg luitenant-generaal M.A. Poerkajev zijn eenheden weer onder controle en de opmars werd hervat. De divisies van het Derde Stoottroepenleger ruimden systematisch alle weerstandsnesten op, vulden hun voorraden aan met buitgemaakte Duitse voorraden en ze rukten op naar het zuidwesten. Door de nederlaag van de 123e Infanteriedivisie gaapte er een bres van 50 km in de Duitse linie.
Luitenant-generaal M.A. Poerkajev liet zijn divisies in drie colonnes oprukken zodat de aanvallers optimaal gebruikt konden maken van het beperkt aantal wegen. De 23e Divisie vormde de rechtervleugel, de 33e Divisie was het centrum en de 257e divisie bevond zich aan de linkerflank. Vier brigades zwierven tussen de verschillende opmarsroutes. De opmars van het 3e Stoottroepenleger baarde het Duitse opperbevel zorgen. Generaal Busch had alle versterkingen bij Staraja Roessa ingezet en er waren geen reserves beschikbaar om de bres te dichten. Het was slechts een kwestie van tijd voor de twee korpsen van het 16e Leger ten oosten van de Lovat zouden worden omsingeld. Generaal von Brockdorff-Ahlefeldt gaf zijn rechterflank opdracht om zich terug te plooien. Op 12 januari vroeg veldmaarschalk von Leeb toestemming om zich terug te trekken over de rivier en de frontlijn in te korten. Adolf Hitler ontbood de veldmaarschalk naar zijn hoofdkwartier en verbood hem de twee korpsen terug te trekken. Toen de veldmaarschalk bleef aandringen op een terugtocht, werd hij op 15 januari op ziekteverlof gestuurd en vervangen door de commandant van het 18e Leger, kolonel-generaal von Küchler.

### Slag bij Andreapol
Op 9 januari 1942 begon de aanval van het 4e Stoottroepenleger. Na een artilleriebeschieting van twee uren vielen twee divisies de Duitse stellingen aan. Ze liepen een SS-detachement onder de voet, braken door de verdediging en op het einde van de tweede dag hadden ze Peno veroverd. Terwijl de aanval in het centrum succes boekte, ondervond kolonel-generaal A.I. Jeremenko op zijn flanken meer problemen. De 360e Divisie was er niet in geslaagd om een bres in de Duitse verdediging te slaan. Het 416e Infanterieregiment sloeg elke aanval af. De aanvallers leden gebrek aan munitie. Op zijn linkerflank verkeerde de 334e divisie ook in de problemen. De Duitse 253e Infanteriedivisie, die deel vormde van het 23e Korps van het 9e Leger, had zich stevig verschanst in Selitsjarovo en achter de spoorwegbedding. Elke aanval werd met zware verliezen afgeslagen. Na twee dagen begonnen de Sovjets hun eenheden naar het westen te verschuiven.
Het 189e Regiment van de 81e Infanteriedivisie arriveerde op 9 januari op het station van Andreapol. Sneeuwbuien belemmerden het zicht en de temperatuur was gedaald tot -30 °C. Het regiment beschikte niet over winterkledij. Kolonel Hohmeyer moest zijn regiment onmiddellijk in de strijd gooien tegen het 4e Stoottroepenleger, dat door de bres bij Peno naar het zuiden oprukte. Het 1e bataljon bereikte Okhvat op hetzelfde moment als de Sovjets. Twee skibataljons staken het bevroren meer over en veroverden het station. Het 2e bataljon wist Velitsjkovo te bereiken en het 3e Bataljon probeerde zich in te graven bij Lauga. Kolonel-generaal A.I. Jeremenko was verrast door de aanwezigheid van het Duitse regiment, maar hij wierp de 249e Divisie in de strijd. De eerste aanvallen werden afgeslagen, maar in de loop van de dag versterkte kolonel-generaal A.I. Jeremenko de aanval met een regiment van de 332e Divisie. Kolonel Hohmeyer concentreerde zijn eenheden in Ochvat en sloeg nog twee aanvallen af. De sterkte van de Duitse compagnieën was afgenomen tot vijftig man, maar ze hielden stand.
Op 14 januari zat het 4e Stoottroepenleger vast voor Ochvat. Kolonel-generaal A.I. Jeremenko veranderde van tactiek. Hij probeerde de flanken van het 189e Regiment te omcirkelen. De 332e Divisie en de 249e Divisie vielen Velitsjkovo en Lauga aan, veroverden beide dorpen en sneden de verbindingsroute tussen Ochvat en Torpets af. De Duitsers slaagden er niet in om beide posities te heroveren. Op 15 januari gaf kolonel Hohmeyer bevel om alle voorraden te vernietigen en uit te breken in de richting van Toropets. Slechts 60 manschappen bereikten de Duitse linies. Het regiment had in vijf dagen meer dan 1100 man verloren.
Na de hevige strijd had kolonel-generaal A.I. Jeremenko enkele dagen tijd nodig om zijn eenheden te hergroeperen. Op 18 januari hervatte hij de opmars naar het zuiden en op 21 januari bereikte de voorhoede van het Vierde Stoottroepenleger Toropets. Reeds de volgende dag viel de stad in handen van de Sovjets. De Duitsers waren er niet in geslaagd om de voorraden te vernietigen. Kolonel-generaal A.I. Jeremenko gebruikte de voorraden om zijn divisie te bevoorraden en de rest van de voorraden werd afgevoerd.
De aanvallen van de beide Stoottroepenlegers hadden Heeresgruppe Nord en Heeresgruppe Mitte uit elkaar gedreven. Er gaapte een opening van meer dan 100 km tussen Rjhev en Velikije Loeki. Tussen beide plaatsen bevonden zich nauwelijks Duitse eenheden. Het Duitse opperbevel beval luitenant-generaal von der Chevallerie om de bres te dichten met het 59e Legerkorps. Het korps bestond uit drie divisies, maar deze divisies waren nog per trein onderweg naar het front. De 83e infanteriedivisie kwam vanuit Frankrijk, de 205e Infanteriedivisie en de 330e Infanteriedivisie vanuit Duitsland.
Om hun offensief beter te coördineren werden op 23 januari het 3e Stoottroepenleger en het 4e Stoottroepenleger overgeheveld van het Noordwestelijk Front naar het Kalininfront. Kolonel-generaal A.I. Jeremenko hervatte zijn opmars naar het zuiden. Zijn divisies waaierden uit over een breed front. De 249e Divisie rukte op naar Ostrovskije, de 358e Divisie viel aan in de richting van Velizh en 332e Divisie probeerde Demidov te veroveren. Zijn doel was de hoofdweg Smolensk-Moskou af te snijden. De hoofdweg vormde de belangrijkste aanvoerlijn van Heeresgruppe Mitte.
De luitenant-generaal van de Cavallerie vestigde zijn hoofdkwartier nabij het treinstation in Vitebsk. Naargelang de eenheden per trein arriveerden, vormde hij gevechtsgroepen en hij wierp ze onmiddellijk in de strijd. In plaats van een ononderbroken linie op te bouwen, concentreerde hij zich op de verdediging van de steden. Het 550e regiment van de 330e Infanteriedivisie rukte op naar Roednja, zwenkte daarna naar het noordoosten en bereikte op 23 januari Demidov. Het 257e Regiment van de 83e Infanteriedivisie bereikte Velizj op 24 januari, maar trof geen Sovjets aan. Ze trokken verder naar Kresty aan de oevers van de Westelijke Dvina, waar de weg naar Velikije Loeki begon. Het 83e Geniebataljon en het 251e Infanterieregiment trokken van Vitebsk naar Velikije Loeki. Op 26 januari hadden de gevechtsgroepen van het 59e korps alle belangrijke wegen ten noorden van de weg Vitebsk-Smolensk bezet. Luitenant-generaal von der Chevallerie gaf opdracht om hun posities te versterken.
Duitse genietroepen bliezen met dynamiet gaten in de wegen, legden landmijnen en lieten bomen over de wegen vallen. Deze primitieve obstakels veroorzaakten veel last bij de Sovjets. Niet alleen was het erg moeilijk om in winterse omstandigheden herstellingen uit te voeren, maar bovendien beschikten de aanvallende divisies nauwelijks over genie-eenheden. Door een opklaring in het weer werd ook de Luftwaffe weer operationeel. Door de terugtrekking van de Duitse troepen bevond de frontlijn zich terug dichter bij de vliegvelden van de Luftwaffe rond Dno, Vitebsk en Smolensk. Bommenwerpers vielen de oprukkende Sovjet colonnes aan.
Het kwam tot zware gevechten rond Demidov, Kresty en Velikije Loeki. De Duitse verdediging hield stand en kolonel-generaal A.I. Jeremenko concentreerde zijn divisies tegen Kresty. Op 2 februari ontruimden de Duitsers Kresty. Ze trokken zich terug naar Velizj. De Sovjets probeerden Velizj in te nemen, maar de aanval stokte en liep ten slotte vast op enkele kilometer ten noorden van het stadje. Op 5 februari gaf kolonel-generaal A.I. Jeremenko het offensief op en beval zijn divisies om zich in te graven. Het Toropets-Cholmoffensief van het Vierde Stoottroepenleger was afgelopen.

### Vorming van de Demjanskpocket
Wegens de sterke tegenstand bij Staraja Roessa en de succesvolle doorbraak van de beide Stoottroepenlegers herzag Stavka zijn aanvalsplan. Het zag een mogelijkheid om de twee Duitse korpsen van het 16e leger te omsingelen. Luitenant-generaal P.A. Koerotsjkin kreeg versterkingen om deze taak uit te voeren. Het 1e gardekorps (generaal-majoor A.S. Grjasnov), het 2e gardekorps (generaal-majoor A.I. Lizjoekov) en het 1e Stoottroepenleger werden overgevlogen naar Valdaj. Vanuit Valdaj trokken ze over de bevroren wegen naar het front. Deze nieuwe legers moesten de omsingeling uitvoeren, maar de opdracht voor de andere delen van het Front werden niet gewijzigd. Het 11e Leger moest nog steeds Staraja Roessa proberen te veroveren en het 34e leger moest de 290e Infanteriedivisie aanvallen. Koerotsjkin wilde zijn nieuwe eenheden tussen het 11e Leger en het 34e Leger schuiven en naar het zuidwesten laten oprukken.
Op 18 januari bereikte het 3e Stoottroepenleger de weg Demjansk-Cholm ten zuiden van Molvotitsy. Generaal P.A. Koerotsjkin gaf luitenant-generaal M.A. Poerkajev opdracht om aan te vallen in de richting van Demjansk, maar de eenheden van het 3e Stoottroepenleger waren over een groot gebied verspreid. Bovendien begon de Duitse tegenstand toe te nemen. Door een opklaring in het weer kon de Luftwaffe verkenningsvluchten uitvoeren zodat generaal Busch een duidelijk beeld kreeg van de situatie.
Na een week van zware gevechten beschikte de 123e Infanteriedivisie nog slechts over 8 000 soldaten, waarvan een kwart bevriezingsverschijnselen had. Luitenant-generaal Rauch verzamelde zijn eenheden in twee gevechtsgroepen, die de zuidelijke toegangswegen naar Demjansk beschermden. Een gevechtsgroep, gesteund door een bataljon artillerie van de 12e infanteriedivisie, blokkeerde de weg van Molvotitsy naar Demjansk. Een tweede gevechtsgroep, aangevuld met Waffen-SS’ers, bemande een blokkade op de westelijker gelegen weg van Marevo naar Staraja Roessa. Generaal Walter Graf von Brockdorff-Ahlefeldt herschikte zijn verdediging. Terwijl de gevechtsgroepen van de 123e infanteriedivisie de zuidelijke flank beschermden, namen de 12e infanteriedivisie en de 32e infanteriedivisie de noordelijke en oostelijke flank voor hun rekening.
Toen de 23e Divisie, versterkt met drie brigades, probeerde door te breken naar Demjansk stootte ze op een sterke Duitse verdediging bij Molvotitsy. De Duitsers hadden zich verschanst in de betonnen gebouwen van een staatsboerderij. De verdedigers hielden stand en de artillerie hielp bij het afslaan van de aanval. Luitenant-generaal M.A. Poerkajev liet twee brigades verder naar het westen oprukken en bij Marevo vonden ze een zwakke plek in de Duitse linie. De 45e brigade veroverde het dorpje, maar haastig aangevoerde Duitse versterkingen van de 3e Waffen-SS Totenkopf Infanteriedivisie brachten de Sovjets tot staan op 3 km ten noorden van het dorpje.
Poerkajev liet zijn troepen verder afzwenken naar het zuidwesten. Hij boekte meer succes in deze richting dan bij de vruchteloze pogingen om Demjansk aan te vallen. De 33e Divisie bereikte Cholm op 21 januari en de 257e Divisie sneed op 22 januari de weg Cholm-Toropets af bij Snopovo. In een poging om zijn doelen te bereiken, had Poerkajev zijn troepen versnipperd. Sinds het begin van het offensief had zijn leger een bres van 20 km in de Duitse linie geslagen en was het meer dan 50 km door onherbergzaam terrein opgerukt. Het Derde Stoottroepenleger beschikte echter niet over reserves om de aanvallen te hervatten.
Na de mislukte pogingen om Staraja Roessa te veroveren gaf generaal P.A. Koerotsjkin het 11e Leger opdracht om langs de Lovat naar het zuiden op te rukken en het 34e leger moest de stellingen van de 290e Infanteriedivisie aanvallen. De vermoeide eenheden kregen ondersteuning van het 2e Gardekorps om de geïsoleerde Duitse posities ten oosten van de Lovat te vernietigen. Na een beleg van twintig dagen viel Toelivo en twee dagen later ook Poestynka en Goesnowa. Er gaapte een bres van 15 km tussen de Duitse eenheden rond Staraja Russa en de 290e Infanteriedivisie, die bijna volledig was omsingeld in Pola.
Op 3 februari 1942 bereikte de voorhoede van het 1e Gardekorps Davido. In dit strategisch gelegen dorpje, aan de weg Demjansk-Staraja Roessa, bevond zich de enige brug over de Redja. Het was een smalle rivier, maar met hoge steile oevers. De Duitse verdedigers waren een samenraapsel van een bataljon van de 18e gemotoriseerde divisie, twee compagnieën van genie-eenheden en een compagnie motorrijders van de 3e Waffen-SS Totenkopf Infanteriedivisie. In totaal telde Kampfgruppe Leopold 900 mann. Drie 105 mm kanonnen, drie 75 mm kanonnen en elf 81 mm mortieren vormden de artilleriesteun. Kolonel Leopold liet de Sovjets tot op honderd meter naderen en toen openden de Duitsers het vuur. De 15e Brigade incasseerde zware verliezen, de aanval haperde en de brigade trok zich terug. De officieren moesten met harde hand de discipline herstellen. Generaal-majoor A.S. Grjasnov beval om op de versterkingen te wachten. Twee dagen later verscheen de 7e Gardedivisie op het strijdtoneel. De restanten van de 15e Brigade werden samen met de 14e Brigade ten noorden van Davido over de rivier gestuurd. Ze trokken rond de Duitse posities en de volgende dag werd Davido vanuit twee richtingen aangevallen. Na een hevige strijd verlieten de Duitsers hun stellingen, bliezen hun kanonnen op en ze vluchtten naar het westen. Grjasnov hervatte zijn opmars en op 8 februari veroverde hij Ramoesjeva. Hierdoor was de laatste verbinding over land met het 2e Korps afgesneden.

## Resultaat
Na het Toropets-Cholmoffensief vertoonde de frontlijn een grillig verloop. Een brede saillant vanaf het Seligermeer liep langs Demidov, Velizj en Cholm naar Staraja Roessa. De frontlijn was niet langer een ononderbroken statische linie. De Duitsers hielden de steden en de grote wegen onder controle terwijl de Sovjets het platteland beheersten. In Demjansk waren vier Duitse divisies omsingeld. Ongeveer 100.000 soldaten moesten door de lucht worden bevoorraad. In de loop van april 1942 wisten de Duitsers de omsingeling bij Demjansk te verbreken, maar de bevoorrading bleef verlopen langs een smalle landcorridor die voortdurend onder vuur lag. Aan dit gedeelte van het front waren de Duitsers het initiatief verloren en vanuit de Toropets uitstulping bedreigden de Sovjets de flank van de Rzjev saillant. In augustus 1942 en november 1942 ondernamen ze pogingen om de saillant te vernietigen.
De omsingelde Duitse eenheden bij Demjansk hielden stand tegen de voortdurende aanvallen van het Noordwestelijk Front. Nadat de omsingeling was verbroken, weigerde Hitler de troepen terug te trekken onder het voorwendsel dat er meer Sovjeteenheden zouden vrijkomen dan Duitse eenheden. Pas in maart 1943 werd de saillant ontruimd.

## Conclusie
Tijdens het offensief nam kolonel-generaal Ernst Busch de juiste beslissingen. Hij concentreerde zijn versterkingen op de noordelijke flank en verhinderde de verovering van Staraja Roessa. Het verlies van dit strategische verkeersknooppunt zou verstrekkende gevolgen hebben gehad. Hij was bereid om het terrein ten oosten van de Lovat op te geven, maar het Duitse opperbevel weigerde toestemming tot de terugtocht. De Duitse tactiek werd gekenmerkt door flexibiliteit. Divisies werden opgedeeld in Kampfgruppen, de verdediging werd georganiseerd in Stützpunkte en na de omsingeling bij Demjansk werden alle omsingelde eenheden onder één bevel geplaatst. De succesvolle bevoorrading door de Luftwaffe van de omsingelde troepen zou later als voorbeeld worden aangehaald door rijksmaarschalk Hermann Göring om te staven dat zijn vliegtuigen ook het 6e leger bij Stalingrad zouden kunnen bevoorraden.
Het Toropets-Cholmoffensief was een duidelijke overwinning voor het Rode Leger, maar het realiseerde niet de gestelde doelen. Heeresgruppe Mitte was niet omsingeld. Stavka kon nog geen grote gecombineerde operatie leiden zoals later tijdens de oorlog. De voorbereiding en bevoorrading van de eenheden die de aanval moesten uitvoeren, was gebrekkig. Ook beschikten de stafofficieren nog niet over voldoende ervaring om snel te reageren. In plaats van zich te concentreren op één doel probeerde Stavka te veel te realiseren en de stafofficieren pasten voortdurend de doelen aan. Er waren echter te weinig troepen om alle doelen te realiseren, waardoor er verwarring ontstond bij de plaatselijke commandanten. Op lokaal niveau concentreerden de officieren zich eerder op het veroveren van terrein in plaats van de vernietiging van vijandelijke eenheden.
Voor het eerst maakte Stavka gebruik van stoottroepenlegers. Deze legers waren samengesteld uit gespecialiseerde eenheden, die een bres moesten slaan in de Duitse linies, waarna de reguliere mobiele eenheden de doorbraak moesten uitbuiten. Tijdens het Toropets-Cholmoffensief waren deze mobiele eenheden skibrigades en cavalerieregimenten. In de volgende jaren zouden deze brigades worden vervangen door tankbrigades en gemechaniseerde korpsen. Het Rode Leger moest zijn structuur nog perfectioneren, maar de kiemen van de organisatie, die tot de succesvolle offensieven in 1943-1945 zouden leiden, waren reeds aanwezig.